# کریس کمدن
کریس کمدن (انگلیسی: Chris Camden؛ زادهٔ ۲۸ مهٔ ۱۹۶۳) بازیکن فوتبال اهل بریتانیا است.
از باشگاه‌هایی که در آن بازی کرده‌است می‌توان به باشگاه فوتبال ترانمره راورز، باشگاه فوتبال مکلسفیلد تاون، باشگاه فوتبال چلتنهام تاون، باشگاه فوتبال مارین، باشگاه فوتبال استالی‌بریج سلتیک، باشگاه فوتبال استافورد رانجرز، و باشگاه فوتبال لیک تاون اشاره کرد.